# Teren'gul'skij rajon
Il Teren'gul'skij rajon (in russo Тереньгульский район?) è un rajon dell'Oblast' di Ul'janovsk, nella Russia europea; il suo capoluogo è Teren'ga.